# سر مارتین لیندسی، بارونت اول
سرهنگ دوم سر مارتین الکساندر لیندسی، بارونت اول (Sir Martin Alexander Lindsay, 1st Baronet)،‏CBE، DSO (زادهٔ ۲۲ اوت ۱۹۰۵ – درگذشتهٔ ۵ مه ۱۹۸۱)، افسر نیروی زمینی بریتانیا، کاوشگر قطب، سیاستمدار و مؤلف بود.
او ابتدا، در دههٔ ۱۹۳۰ به عنوان یک کاوشگر قطب در گرینلند در سطح ملی مورد توجه قرار گرفت. خدمت در خط مقدم جنگ جهانی دوم که طی آن یک گردان را فرماندهی و مدال شجاعت را دریافت کرد، به شهرت او افزود. ناگهان پس از جنگ، او پا به عرصهٔ سیاست گذاشت و نزدیک به دو دهه به عنوان عضو پارلمان خدمت کرد. در سال ۱۹۶۲ عنوان بارونت امپراتوری بریتانیا را دریافت نمود و جایگاه بارونت دوهیل در شهرستان کینراست برای وی تعریف شد.

## اوایل زندگی
لیندزی در یک خانوادهٔ قدیمی و اصیل اسکاتلندی چشم به جهان گشود، بیست و دومین جد مستقیم او سر ویلیام لیندزی بود که در سال ۱۳۹۸ عنوان لرد لیندزی از کرافورد را داشت. پدر مارتین نیز، افسر ارتش هندی بریتانیا بود که در دورهٔ تفنگ گورکایی متعلق به پادشاه دوم ادوارد هفتم، به درجهٔ سرهنگ دوم رسید.
لیندزی در کالج ولینگتون، برکشایر و کالج نظامی سلطنتی سندهرست تحصیل کرده‌است.

## افسر ارتش
لیندزی در سال ۱۹۲۵ از کالج نظامی سلطنتی سندهرست فارغ‌التحصیل شد و به درجه‌ی، ستوان دوم فوزیلیرزهای سلطنتی اسکاتلندی نائل آمد.
دو سال بعد، به نیجریه فرستاده و به گردان چهارم، هنگ نیجریه اعزام شد. که در این دوره، برندهٔ مسابقات بزرگ ملی اسب-دوانی نیجریه شد.
او پس از دورهٔ سیزده‌ماهه با اردوی قطب شمال، به همراه گردان دوم فوزیلیرزهای سلطنتی اسکاتلندی به شانگهای فرستاده شد.

## دورهٔ غیرنظامی
لیندزی در سال ۱۹۳۶ نیروی زمینی را ترک کرد. او در سال ۱۹۳۲ با یکی از اقوام دور خود، جویس لیندزی ازدواج کرده و یک خانوادهٔ جوان را تشکیل داده بودند.
او در ژوئن ۱۹۳۶ به لینکلن‌شر نقل مکان کرد که در آنجا به عنوان نمایندهٔ حزب محافظه‌کار بریگ پذیرفته شده بود. حوزهٔ انتخاباتی با اکثریت ۲۰۳ نفر، توسط حزب کارگر اداره می‌شد. لیندزی شروع، به شرکت در مناسبات اجتماعی حوزهٔ انتخاباتی نمود تا شانس خود را در انتخابات امتحان کند.
او از سال ۱۹۳۸ در لینکلن‌شر معاون ستوان بود.

## جنگ جهانی دوم
لیندزی در آوریل سال ۱۹۳۹ به تایمز نوشت که از دستورالعمل خدمت اجباری حمایت کند و بر اساس شناخت خود از مردم بریگ، اظهار داشت «تعیین یک مرد عملگرای بریتانیایی برای متوقف‌کردن هیتلر آنقدر گسترده‌است که نمی‌توانم بپذیرم، مخالفت مهمی با آن وجود داشته باشد».

## عضویت در پارلمان
فعالیت سیاسی لیندزی در طول جنگ متوقف شد، او از نمایندگی بریگ استعفا داد ولی در عوض در ژوئن ۱۹۴۵ درست پس از پایان جنگ در اروپا، وی به عنوان نمایندهٔ حزب محافظه‌کار در سولی هال، یک حوزهٔ انتخاباتی تازه تأسیس که انتظار می-رفت کاملاً محافظه‌کار باشد، پذیرفته شد. رقیب او در حزب کارگر، روی جنکینز، وزیر کابینهٔ آینده بود اما لیندزی با ۵۰۴۹ رأی، گوی رقابت را از او ربود.

## روزنامه‌نگاری
خارج از پارلمان، او همواره از مهارت روزنامه‌نگاری خود برای نوشتن متن کتابی دربارهٔ مجلس عوام بریتانیا استفاده می‌کرد که در سری «بریتانیا در قالب تصویر» در سال ۱۹۴۷ منتشر شد. یک سال بعد با شروع مذاکرات پارلمانی در مورد مجلس اعیان بریتانیا که در نتیجهٔ لایحهٔ پارلمانی ۱۹۴۸ حزب کارگر آغاز شده بود، لیندزی نوشت: ((ای اعیان آیا باید اصلاحات انجام دهیم؟)) که در آن راجع به اختیاراتی که ممکن است گرفته شوند، بحث کرده بود.
او از سال ۱۹۴۹ تا ۱۹۵۲ رئیس هیئت مدیرهٔ حزب محافظه‌کار و اتحادیه‌های منطقهٔ وست میدلندز بود.
لیندزی طی انتخابات عمومی بریتانیا در سال ۱۹۵۰ در ولینگتون، شروپ‌شر سخنرانی و پیش‌بینی کرد که، آنئورین بیوان به زودی پس از کلمنت اتلی نخست‌وزیر خواهد شد.
او در پارلمان خصوصی ۱۹۵۰ تا ۱۹۵۱ تلاش کرد تا حزب کارگر را به چالش بکشد. در نوامبر ۱۹۵۰ وی در رأی‌گیری برای صورت حساب اعضای خصوصی برنده شد و لایحهٔ آزادی اطلاعات را پیشنهاد داد تا به مطبوعات حق قانونی برای گزارش روند جراید بدهد. وی همچنین از لایحه‌ای که نمایندهٔ حزب کارگر، آیرین وایت برای اصلاح قوانین طلاق پیشنهاد داد، حمایت کرد و این لایحه به قانون تبدیل شد. در اوایل ۱۹۵۱ او از بلژیک خواست تا ارتشبد فون فالکنهاوزن، فرماندار سابق ارتش آلمان را برای جرایم جنگی محاکمه نکند. لیندزی مطرح کرد که بلژیک کمترین اشغالگری را از هر کشور دیگری داشته‌است.

## افتخارات
در فهرست انتخابات سال نوی ۱۹۶۲، لیندزی عنوان بارونت را کسب کرد.

## اعلام بازنشستگی
لیندزی در مارس ۱۹۶۳ اعلام نمود که در انتخابات آینده سیاست را به منظور زندگی آسوده‌تر رها خواهد کرد.

## اواخر زندگی
در سال ۱۹۶۴، طبق وصیت‌نامهٔ بشر دوستانهٔ فلورانس برلوویتز شاو آمریکایی (بیوهٔ جورج هاملین و همسر برنارد پولاک)، او ۲۵۰ هزار دلار و یک آپارتمان لوکس در منهتن را برای لیندزی به ارث گذاشت. لیندزی او را در مناسب‌های اجتماعی در نیویورک همراهی کرده بود. وصیت‌نامه توسط سه فرزند خواندهٔ شاو مورد مناقشه قرار گرفت اما در نهایت تأیید شد. در همان سال یک پسرعموی دیگر او که ساکن ولز شمالی بود برای او ۲۰ هزار پوند به ارث گذاشت. لیندزی ثروت خود به صورت افراطی صرف مسابقات اسب‌دوانی کرد و به پرورش اسب مشغول شد.
سر مارتین در سال ۱۹۳۲ با جویس لیندزی (زادهٔ ۱۹۰۴ – درگذشتهٔ ۱۹۹۸) فرزند هان. رابرت همیلتون لیندزی (پسر کوچک بیست و ششمین کنت کرافورد) و مری جنت کلارک (دختر سر ویلیام کلارک، بارونت اول) ازدواج کرد. علی‌رغم داشتن نام خانوادگی یکسان، نسبت آن‌ها نزدیک نبود بلکه یک جد مشترک، الکساندر لیندزی از گلنسک داشتند. خانم لیندزی در سال ۱۹۶۷ به دلیل بی‌وفایی همسرش طلاق گرفت. کمی بعد در همان سال او ساندی اکسپرس را به دلیل مقاله‌ای که بعد از گرفتن دو ثروتش که می‌پرسید که آیا سر مارتین «به دنبال یک بیوهٔ ثروتمند» بوده‌است را به شورای مطبوعات گزارش داد. ویراستاری به نام جان جونور از این داستان حمایت کرد ولی شورای مطبوعات شکایت را تأیید نمود و برای روزنامه‌نگاری ابراز تأسف کرد. این زوج سه فرزند شامل رونالد وارث بلافصل او و تنها دختر آن‌ها یاسینت روزماری داشتند. یاسینت روزماری با لرد مارک فیتزالان هاوارد، فرزند برنارد فیتزالان هاوارد، سومین بارون هاوارد از گلوسوپ، ازدواج کرد.
لیندزی در اول اوت سال ۱۹۶۹ با لولیا، دوشس وست مینستر، همسر سابق دوک دوم وست مینستر ازدواج کرد. در سال ۱۹۷۳، مصاحبه‌ای با وی انجام شد که در قسمت جنگ سرد از سریال تحسین شدهٔ دنیا در جنگ به نمایش گذاشته شده که در آن او انتقادش از نبرد نروژ و واکنش‌های متعاقب آن را به یاد آورد.
لیندزی در حالی که به مدیریت شرکت‌های مختلف مشغول بود، رئیس هیئت مدیرهٔ شورای دائمی بارونتاژ نیز بود و آخرین کتاب خود را در سال ۱۹۷۷ با نام «بارونتاژ» نوشت.